# Katja Suding
Katja Suding, née Surmann en 1975 à Vechta, est une femme d'affaires et femme politique allemande, membre du Parti libéral-démocrate (FDP), dont elle est cheffe de file aux élections législatives locales de 2011 à Hambourg.

## Études et vie professionnelle
Après avoir séjourné en Utah entre 1993 et 1994, elle obtient son Abitur en 1996 à Vechta, puis suit pendant sept ans des études de communication, de sciences politiques et de romanistique à l'université de Münster. En 1999, elle est recrutée comme directrice du marketing et des relations publiques de la société music-licence.com, puis devient en 2001 directrice de la promotion des ventes chez Otto Office GmbH . Elle reçoit sa maîtrise en 2003, et commence l'année suivante à travailler comme consultante indépendante dans le domaine des relations publiques et des communications.

## Parcours politique
Membre au FDP depuis 2006, elle entre l'année suivante au comité directeur de la section de Blankenese, quartier de Hambourg, et prend la direction de la rédaction du magazine régional du parti, Große Freiheit jusqu'en 2009. En 2008, elle est élue au conseil local du district d'Altona, où elle siège deux ans, et au comité directeur de la fédération FDP de Hambourg. Elle est nommée l'année suivante porte-parole pour le Budget et les Finances, et se présente cette même année aux élections fédérales du 27 septembre, en sixième position sur la liste de Hambourg. Dans le même temps, elle se présente dans la circonscription Hamburg-Altona, dont le représentant est le social-démocrate Olaf Scholz depuis 1998, et se classe quatrième avec 8 % des voix, tandis que la liste FDP y recueille 13 % des suffrages.

### Élections de 2011 à Hambourg
Après avoir été proposée le 14 décembre 2010 par le comité directeur régional, Katja Suding est désignée chef de file du FDP aux élections législatives locales du 20 février 2011 à Hambourg par 73 voix contre 26 et 9 abstentions, soit 72,3 % des suffrages exprimés, lors de la réunion d'une « assemblée régionale des délégués » qui s'est tenue le 4 janvier 2011.
À l'occasion du scrutin, les libéraux parviennent à devancer Die Linke et font leur retour au Bürgerschaft avec 6,7 % des voix et 9 députés, alors qu'ils en avaient été exclus lors des élections locales de 2004.

## Famille
Elle passe toute la première partie de sa vie en Basse-Saxe, où elle est née, puis déménage à Hambourg en 1999. L'année suivante, elle épouse Christian Suding, avec qui elle a deux enfants.